# Notepad2
Notepad2 je freewarový textový editor, alternativa k Poznámkového bloku v Microsoft Windows. Uvolněn pod BSD licenci. Založen na principu Microsoft Notepad : malý, rychlý a použitelný. Vývojově vychází z komponentů editoru Scintilla. Na rozdíl od Poznámkového bloku je více zaměřen na programátory a proto nabízí například zvýraznění syntaxe HTML, XML, PHP, ASP (JS, VBS), CSS, javascript, C/C++, C#, Makefiles, Java, Visual Basic, Pascal, Assembly, SQL, Perl, Python i další jazyky. Lze v něm ale samozřejmě editovat jakýkoliv prostý text. Má podporu Unicode, UTF-8, Unix a Mac značek u textových souborů. Automatické odsazení závorky. Program je i ve verzi pro procesory s x64 systémem.